# ترابيست-1
TRAPPIST-1 (بالأحرف العربية ترابيست-1  أو ترابست-1) والذي يرمز له 2MASS J23062928-0502285، هو نجم قزم فائق البرودة Ultra-cool dwarf يقع على بعد 39.5 سنة ضوئية (12.1 فرسخ فلكي) عن الشمس في كوكبة الدلو. في فبراير 2017 ظهر أن النجم القزم يضم سبعة كواكب أرضية معتدلة، وهو الرقم الأكبر الذي تم الكشف عنه في أي نظام كوكبي آخر.
اكتشف علماء الفلك في البداية ثلاثة كواكب بحجم الأرض تدور حول النجم القزم في 2015، قاد الفريق مايكل جيلون في جامعة لييج في بلجيكا، الكشف عن الكواكب تم باستخدام قياس الضوء العابر مع تلسكوب الكواكب العابرة والكواكب المصغرة الصغير TRAPPIST في مرصد لاسيلا في تشيلي. وفي 22 فبراير 2017 أعلن علماء الفلك عن أربعة كواكب خارج المجموعة الشمسية إضافية حول ترابيست-1. وبالإضافة إلى ترابيست تم استخدام التلسكوب بالغ الكبر في بارانال ومقراب سبيتزر الفضائي الخاص بناسا، وارتفع الرقم الإجمالي للكواكب التي تدور حول النجم إلى سبعة، ثلاثة منها اعتبر وجودها في نطاقه الصالح للحياة. ومن الممكن أن يكون الآخرون صالحون للسكن أيضًا إن وُجدت مياه سائلة في مكان ما على سطحهم.

## الاكتشاف
أكتشف النجم في مركز النظام في عام 1999 خلال المسح الميكروي الثنائي . وتم إدخاله في الفهرس تحت تسمية "2MASS J23062928-0502285".الأرقام تشير إلى موقع النجم في السماء (المطلع المستقيم والميل) و"J" تشير إلى الحقبة اليوليانية .

## خصائص النجم
ترابيست-1 قزم فائق البرودة من الطبقة الطيفية M8.0 ± 0.5 . قطرة يعادل فقط 11٪ من قطر الشمس وكتلتة تعادل تقريبا 8٪ كتلة شمسية .وعلى الرغم من أنه أكبر قليلا من كوكب المشتري،لكنة أضخم بحوالي 84 مرة.
التحليل الطيفي الضوئي للنجم فشل في الكشف عن وجود الليثيوم،مما يشير إلى أنه نجم من نجوم النسق الرئيسي المنخفضة الكتلة جدا التي تصهر الهيدروجين واستنزفت الليثيوم على سبيل المثال قزم احمر. وتقدر درجة حرارتة بحوالي 2550 كلفن وعمرة 500 مليون سنة على الأقل. بالمقارنة، فإن الشمس عمرهاحوالي 4.6 مليار سنة، و درجة حرارتها 5778 كلفن.

## النظام الكوكبي

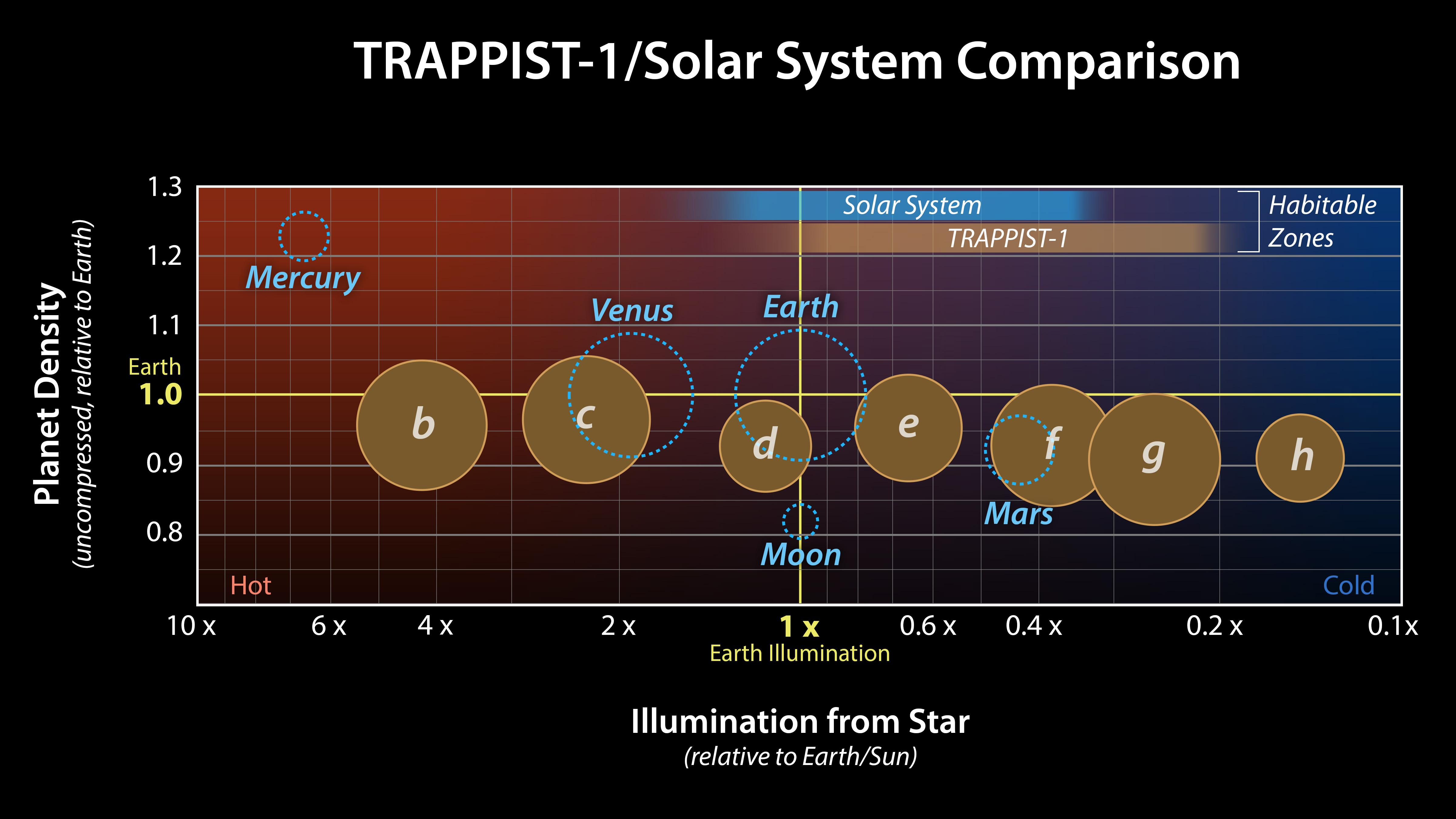
مقارنة بين TRAPPIST-1 والنظام الشمسي.

| رفيق (بترتيب النجوم) | كتلة                    | نصف محور (AU)                    | الفترة المدارية (يوم)   | انحراف    | ميلان           | نق                |
| -------------------- | ----------------------- | -------------------------------- | ----------------------- | --------- | --------------- | ----------------- |
| ترابيست-1 بي         | 0.85±0.72 م⊕            | 0.01111 (1.66 mln km)            | 1.51087081 ± 0.00000060 | <0.081    | 89.65 ± 0.25°   | 1.086 ± 0.035 أر⊕ |
| ترابيست-1 سي         | 1.38±0.61 م⊕            | 0.01522 (2.28 mln km)            | 2.4218233 ± 0.0000017   | <0.083    | 89.67 ± 0.17°   | 1.056 ± 0.035 أر⊕ |
| ترابيست-1 دي         | 0.41±0.27 م⊕            | 0.021 ± 0.006 (3.14 mln km)      | 4.049610 ± 0.000063     | <0.070    | 89.75 ± 0.16°   | 0.772 ± 0.030 أر⊕ |
| ترابيست-1 إي         | 0.62±0.58 م⊕            | 0.028 (4.19 mln km)              | 6.099615 ± 0.000011     | <0.085    | 89.86 ± 0.11°   | 0.918 ± 0.039 أر⊕ |
| ترابيست-1 إف         | 0.68±0.18 م⊕            | 0.037 (5.54 mln km)              | 9.206690 ± 0.000015     | <0.063    | 89.680 ± 0.034° | 1.045 ± 0.038 أر⊕ |
| ترابيست-1 جي         | 1.34±0.88 م⊕            | 0.045 (6.73 mln km)              | 12.35294 ± 0.00012      | <0.061    | 89.710 ± 0.025° | 1.127 ± 0.041 أر⊕ |
| ترابيست-1 إتش        | غير معروف (محتمل <1) م⊕ | 0.063+0.027 −0.013 (~9.4 mln km) | 20+15 −6                | غير معروف | 89.80 ± 0.07°   | 0.755 ± 0.034 أر⊕ |

## معرض الصور

إنخفاض سطوع ترابيست-1 لأكثر من 20 يوم نتيجة عبور الكواكب السبعة امام النجم. (عمليات رصد تمت في سبتمبر / أكتوبر 2016، بواسطة مقراب سبيتزر الفضائي وغيرة) .
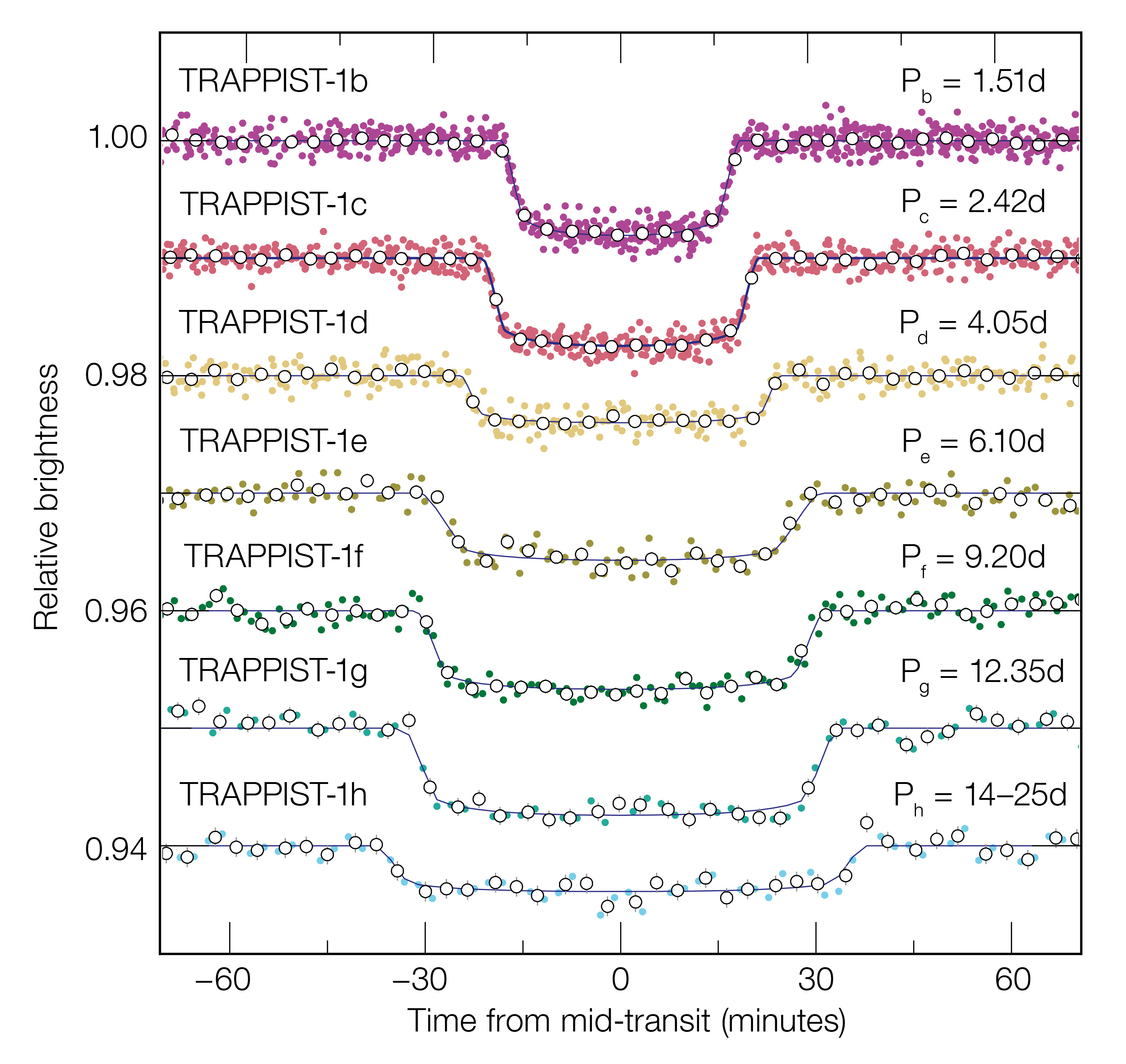
يوضح هذا الرسم البياني كيف يتلاشى ضوءالنجم القزم الفائق البرودة ترابيست-1 عند مرور كواكبة السبعة من أمامة وحجبها بعض ضوء النجم .الكواكب الأكبر تخلق انخفظات أكبر والأبعد يطول عبورها (بيانات مقراب سبيتزر الفضائي).

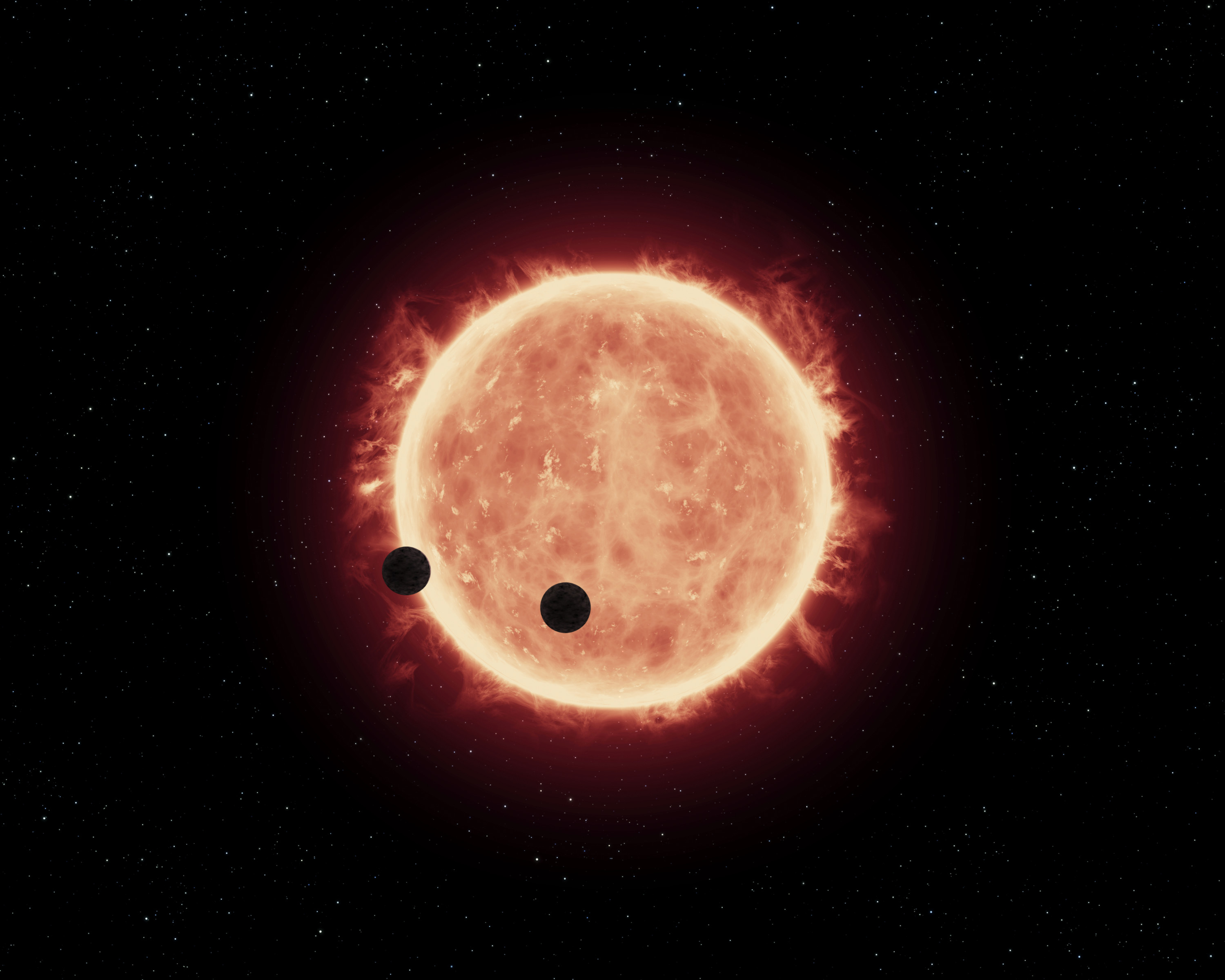
إنطباع فني لعبور كوكب قزم أحمر في نظام ترابيست-1
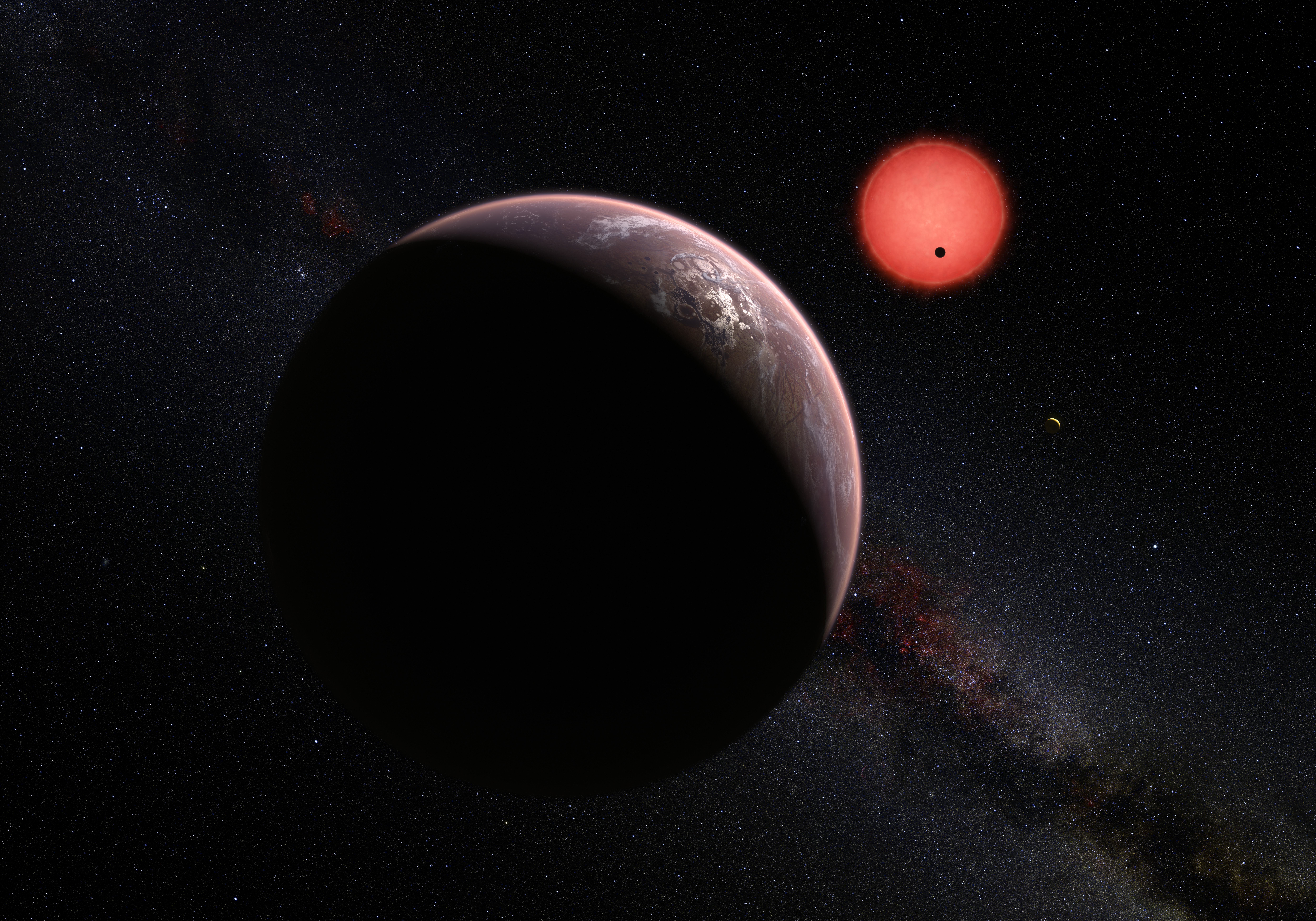
انطباع فني لمنظر مكون من ثلاثة كواكب تدور حول ترابيست-1
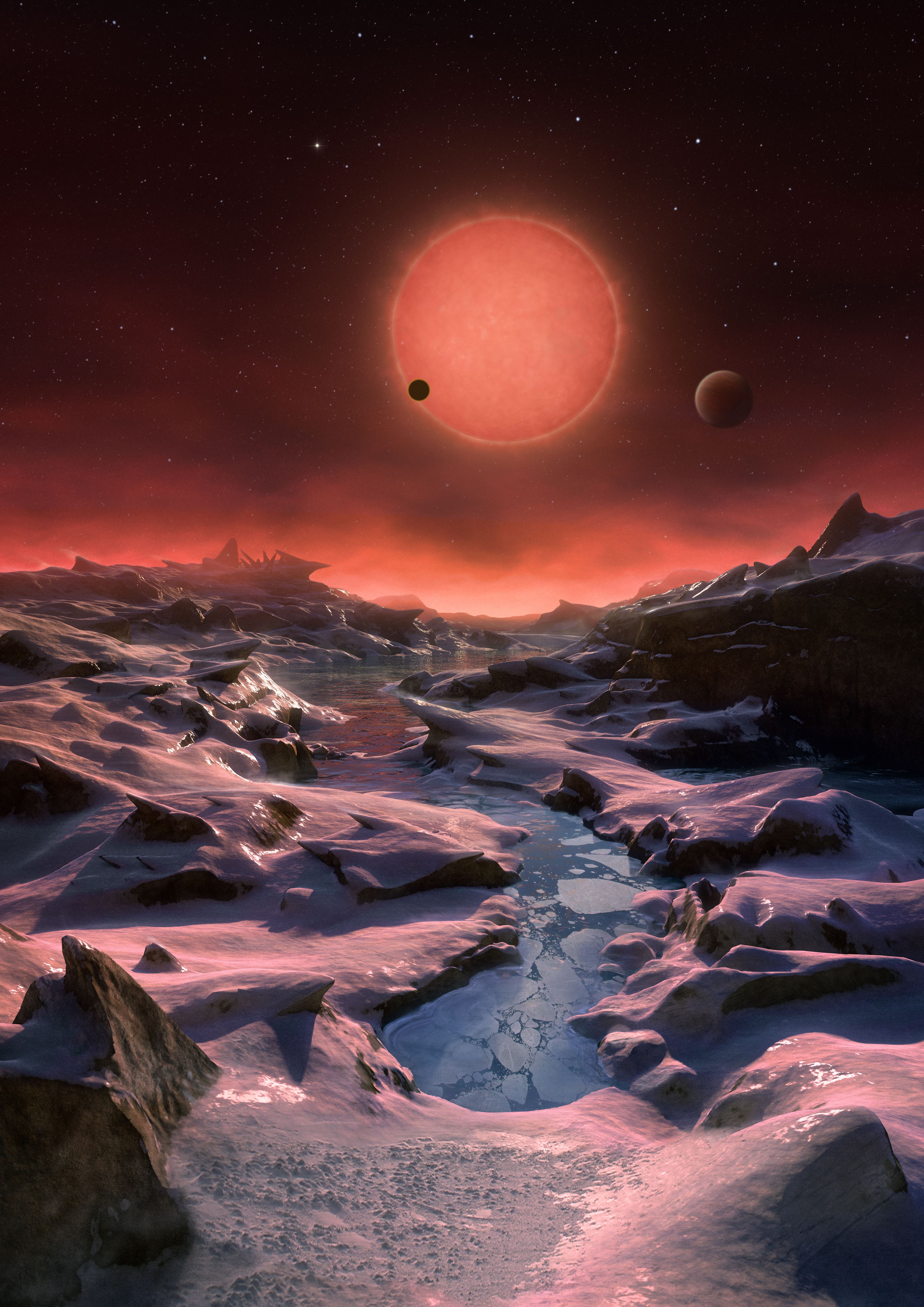
إنطباع فني لمنظر من ترابيست-1 سي
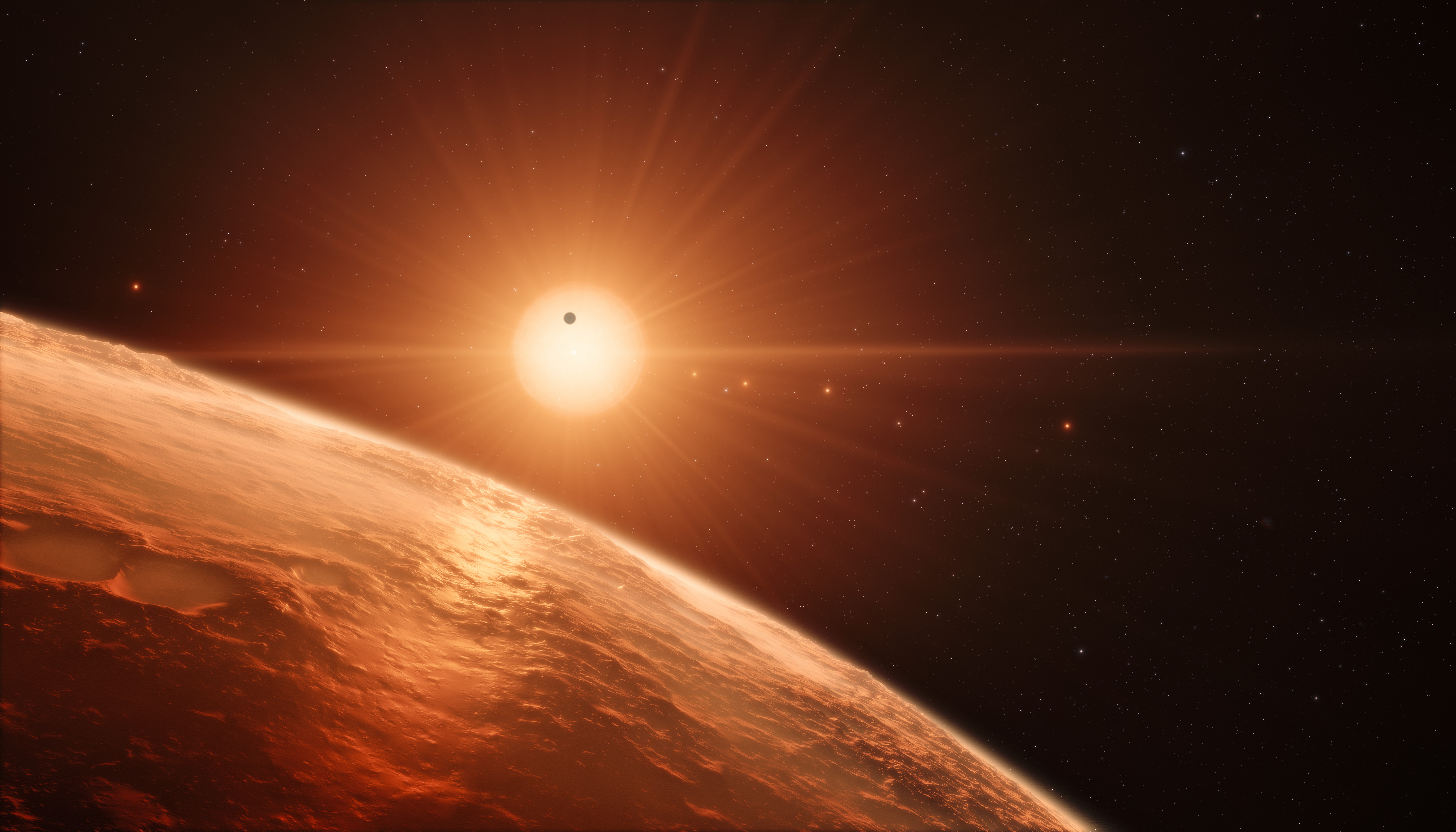
تعبير رسام لنظام كواكب النجم ترابيست-1
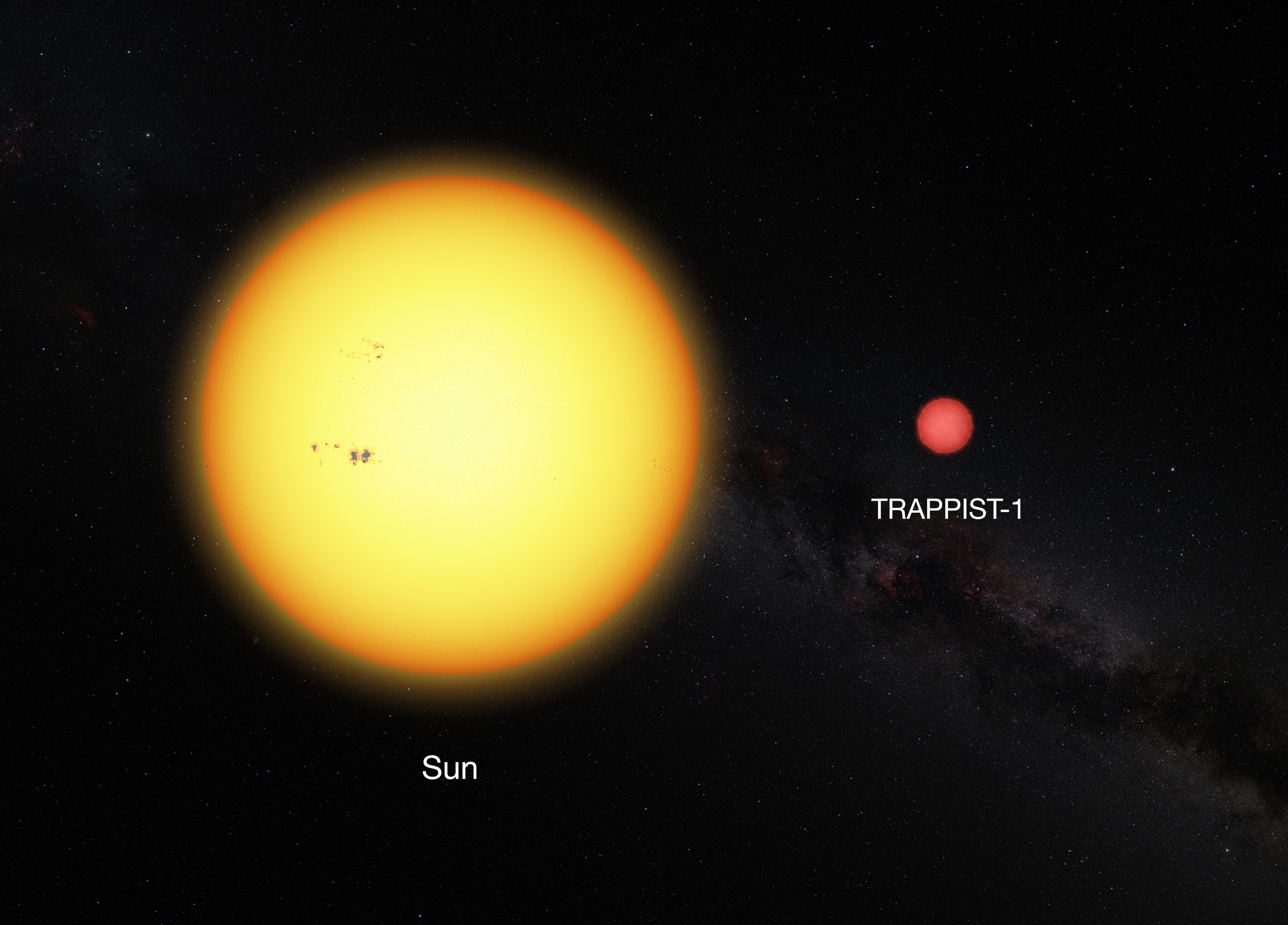
الشمس وترابيست-1 للمقارنة. النجم الخافت قطرة يعادل فقط 11٪ من قطر الشمس ولونة أشد احمرارا.

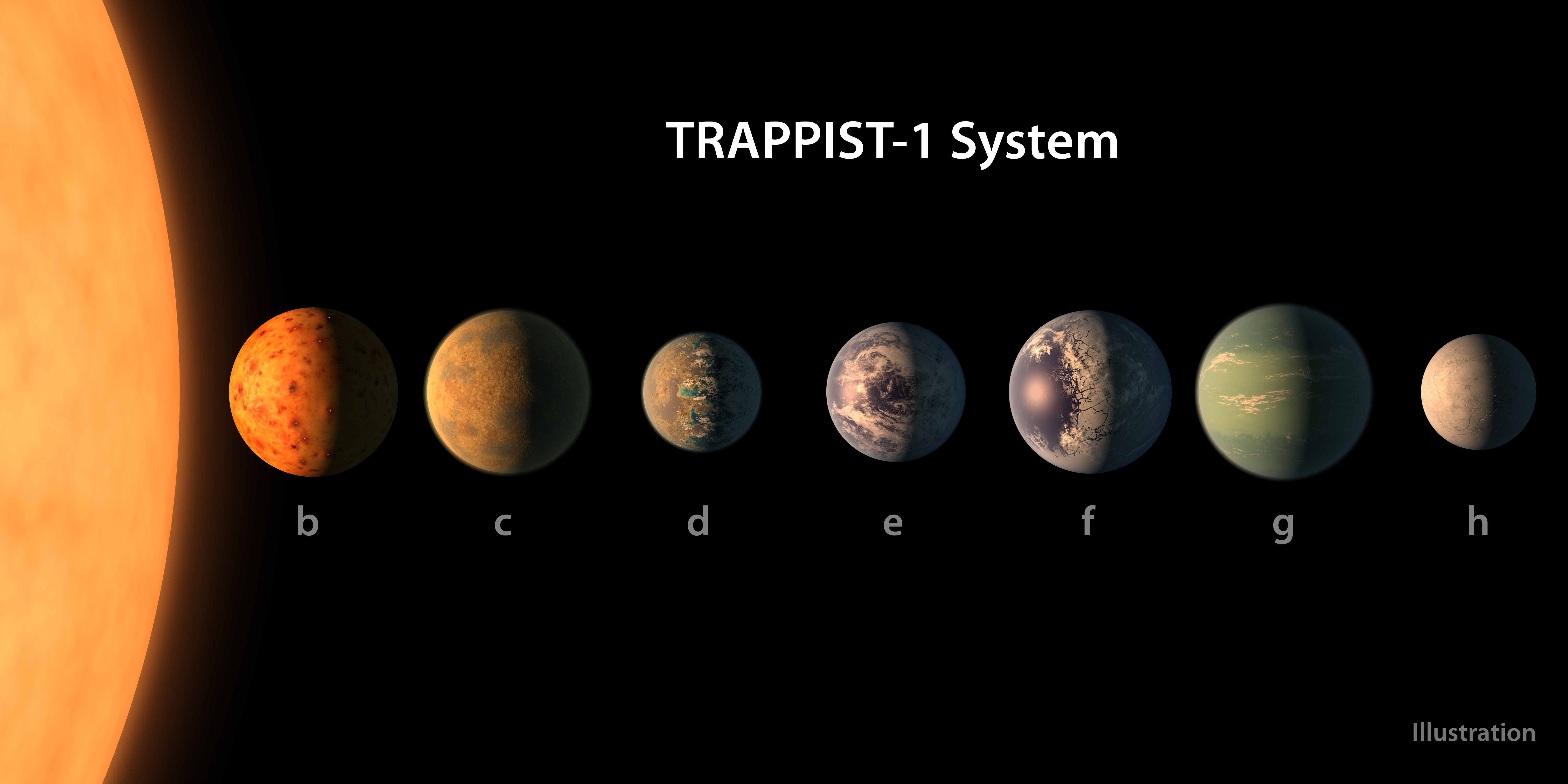
المفهوم الفني لناسا- مختبر الدفع النفاث - معهد كاليفورنيا للتكنولوجيا حول نظام ترابيست-1 الكوكبي.
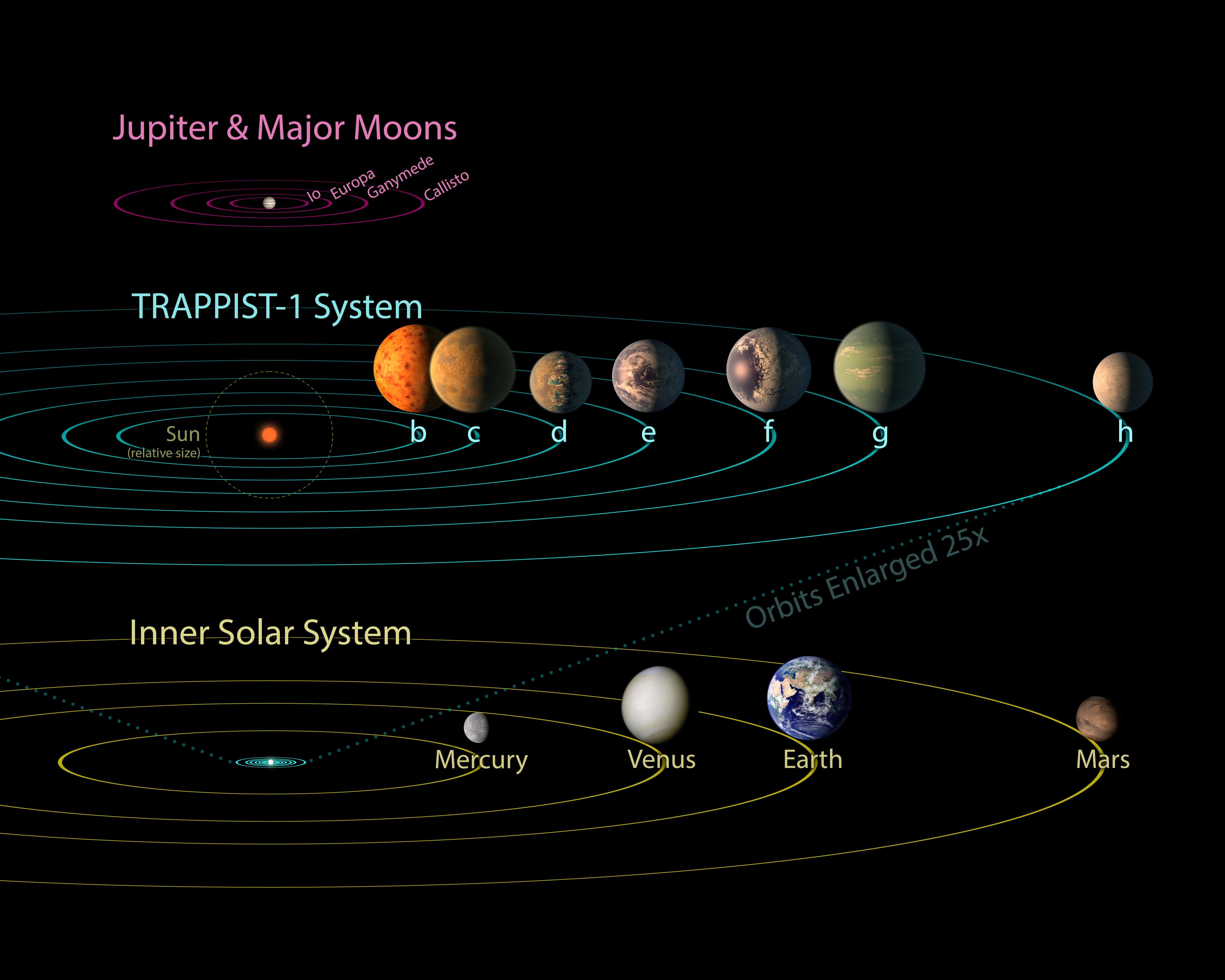
بالمقارنة مع نظامنا الشمسي. جميع الكواكب السبعة لنظام ترابيست-1 يمكن أن تندرج داخل مدار كوكب عطارد.

## اقرأ أيضاً
- الحياة خارج الأرض